# Uromyces acetosae
Uromyces acetosae J. Schröt. – gatunek grzybów z rodziny rdzowatych (Pucciniaceae). Pasożyt roślin z rodzaju szczaw (Rumex).

## Systematyka i nazewnictwo
Pozycja w klasyfikacji według Index Fungorum: Uromyces, Pucciniaceae, Pucciniales, Incertae sedis, Pucciniomycetes, Pucciniomycotina, Basidiomycota, Fungi.
Synonim: Coeomurus acetosae (J. Schröt.) Kuntze:

## Morfologia i rozwój
Rdza jednodomowa, tzn. że cały jej cykl życiowy odbywa się na jednym żywicielu (szczaw). Rdza pełnocyklowa, wytwarzająca wszystkie typowe dla rdzowców rodzaje owocników i zarodników. Na górnej stronie porażonych liści powoduje powstawanie czerwonych lub purpurowych plam. Spermogonia na górnej stronie blaszki. Ecja, uredinia i telia powstają na dolnej stronie liści. Ecja białożółte, kubkowate, w obrębie plam. Uredinia jasnobrązowe, powstające w nich urediniospory o powierzchni drobnokolczastej, z trzema porami rostkowymi w okolicach równika. Telia ciemnobrązowe, teliospory jednokomórkowe, z brodawkami ułożonymi w linie.

## Występowanie
W Europie jest szeroko rozprzestrzeniony. Poza Europą znane są jego stanowiska tylko w Maroku w Afryce Północnej.
Monofag występujący na niektórych gatunkach szczawiu: Rumex acetosa, Rumex acetosella, Rumex alpestris, Rumex alpinus, Rumex thyrsiflorus. W Polsce do 2003 r. opisano jego występowanie tylko na R. acetosa.